# Chetina
Chetina là một chi ruồi lông trong họ Tachinidae.

## Các loài
- Chetina longicauda Kugler, 1974[7]
- Chetina setigena Rondani, 1856[1]